# Acidodontium
Acidodontium là một chi rêu trong họ Bryaceae.